# Parasitologie
La parasitologie est l'étude des parasites, de leurs hôtes et de leurs interactions mutuelles. La parasitologie étudie les interactions durables entre l'organisme-hôte, son environnement et les parasites (si elles ne sont pas durables, l’hôte ou le parasite disparaissent rapidement). Elle est donc à la croisée d'autres disciplines telles que la biologie cellulaire, la bioinformatique, la biologie moléculaire, l'immunologie, la génétique et l'écologie, l'écoépidémiologie.
Le parasitisme est le plus commun des modes de vie sur cette planète, impliquant des représentants des principaux taxons, depuis les plus simples organismes unicellulaires à des vertébrés complexes. Chaque espèce est potentiellement victime de plusieurs parasites et de nombreux parasites peuvent eux-mêmes être parasités. En conséquence, le nombre d'espèces parasites excède grandement le nombre d'espèces « autonomes ». Chaque espèce autonome possède son propre écosystème de parasites, de sorte que le nombre d’espèces parasites dépasse largement le nombre d’espèces autonomes.
L'étude de ces divers organismes montre que si l'on « débarrasse » une espèce autonome de ses parasites habituels, elle sera davantage sujette à des infections ou des maladies car les parasites habituels secrètent des substances qui préservent leur hôte des concurrents extérieurs à l'« écosystème ». En parasitologie, l'étude des procaryotes relève du domaine de la bactériologie ou de la virologie (les virus bactériophages étant souvent des destructeurs des bactéries).

## Parasitologie médicale
La parasitologie médicale étudie les maladies humaines provoquées directement ou indirectement par les parasites. Le contexte biologique qui entraîne l'intervention de ces agents bien particuliers éclaire en grande partie leur action et mérite à ce titre qu'on en rappelle les principaux traits.

### Le fait parasitaire

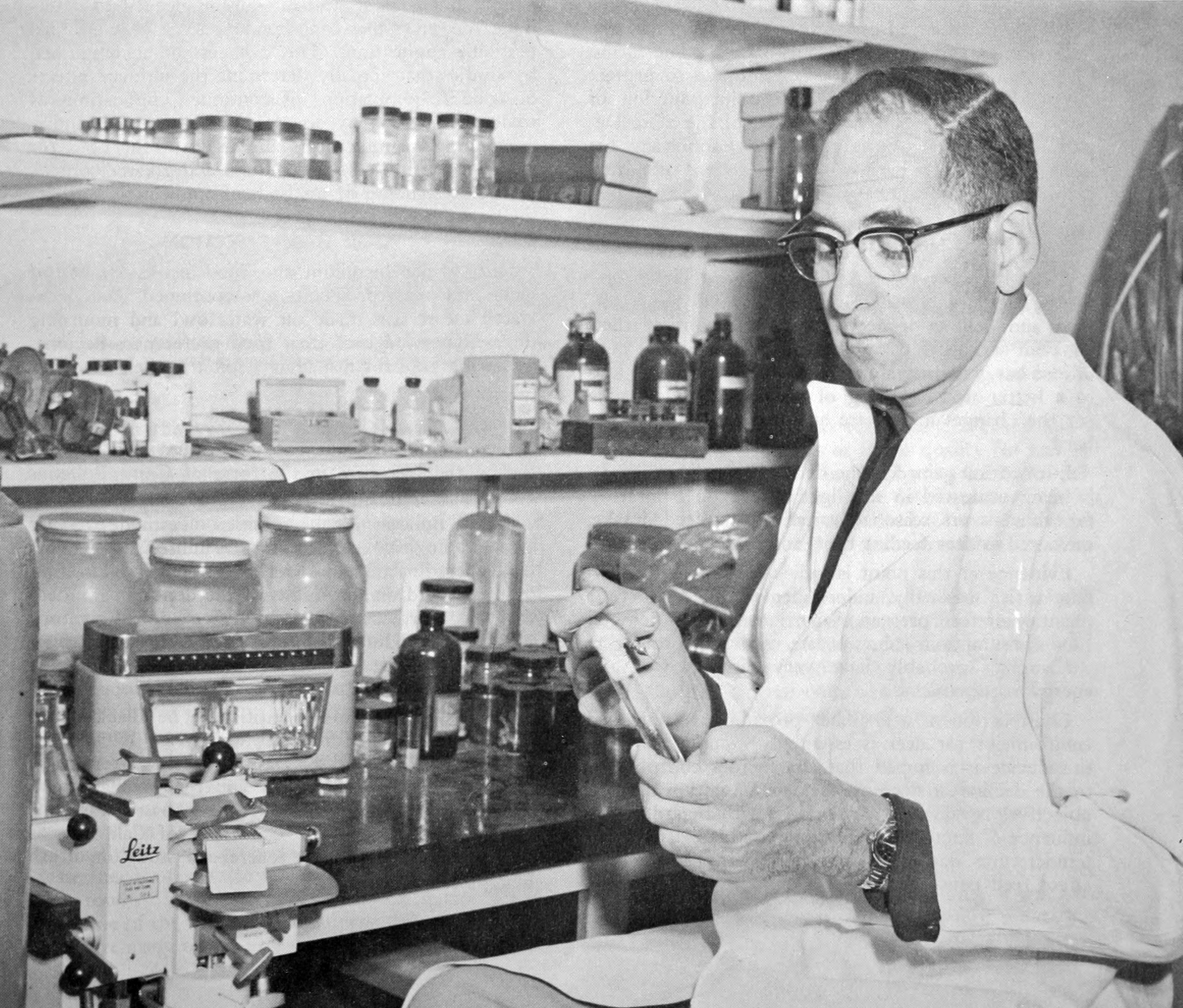
Le parasitologue californien Mert Rosen au travail dans les années 1950.

Pour comprendre le fait parasitaire, on doit remonter le cours de l'évolution. À l'Archéen, les jardins chimiques (milieux minéraux naturels comme ceux entourant les fumerolles abyssales) sont propices à la formation des « briques de la vie » (molécules entrant dans la composition de l'ARN et de l'ADN). La recombinaison perpétuelle de ces briques fait émerger les procaryotes puis des eucaryotes : leurs symbioses produisent différentes espèces monocellulaires, qui finissent au Phanérozoïque par former des colonies : les premiers organismes pluricellulaires. En compétition pour l'espace et les ressources, ceux-ci, mais aussi les procaryotes et les eucaryotes restés solitaires, s'adaptent continuellement en coévolution et, parmi les solutions des uns et des autres, très tôt apparaissent la prédation et le parasitisme. La multiplication des espèces et des stratégies de vie (la biodiversité) a elle-même façonné et modifié une vaste gamme de milieux naturels à l'extérieur comme à l'intérieur des organismes.
Ainsi, parmi la quasi-totalité des groupes botaniques, fongiques et zoologiques, certaines espèces se spécialisent secondairement pour vivre aux dépens de ces nouveaux milieux vivants (les relations parasitaires pouvant évoluer vers le mutualisme ou la symbiose… ou inversement).
C'est par une évolution secondaire qu'à côté de la masse des prédateurs qui tuent obligatoirement leur proie pour s'en nourrir, émerge le monde des parasites, vivant aux dépens d'autres êtres vivants mais le plus souvent sans les détruire.

### Les degrés du parasitisme
Dans la stratégie parasitaire, deux principaux degrés peuvent se rencontrer :
1. Les parasites facultatifs sont très souvent des saprophytes ou des saprozoïtes pour lesquels le parasitisme n'est qu'une option possible dans certaines conditions (Naegleria, champignons…).
2. Les parasites obligatoires, ou vrais parasites, ne peuvent vivre que liés à un hôte ; suivant l'étroitesse de ce lien, on distingue d'une part des ectoparasites souvent hématophages inféodés à la surface de l'hôte et en général peu modifiés par cet état (pièces buccales piqueuses) : leur parasitisme est soit temporaire (mouches piqueuses), soit permanent (pou de tête) ; d'autre part des endoparasites vivant à l'intérieur de l'organisme de l'hôte, stade ultime de l'adaptation parasitaire qui se traduit par un bouleversement, parfois considérable, de la morphologie et de la physiologie initiale de ces espèces. Parmi les endoparasites, il en existe qui, par une action biochimique, modifient à leur profit la morphologie ou le comportement de leur hôte.

### Relation hôte-parasite
L'association hôte-parasite, si elle n'admet que le second comme bénéficiaire, n'en comporte pas moins des conséquences pour les deux.

#### Conséquences pour le parasite
Déchargé par son hôte de la plupart des contraintes de la vie libre (défense, locomotion, recherche et souvent assimilation même de la nourriture), le parasite voit régresser les fonctions correspondantes au profit de la seule reproduction (un ver solitaire émet en 10 ans 650 millions d'embryophores).
À l'inverse, l'assujettissement du parasite et les difficultés qui en résultent pour la colonisation par sa descendance d'un nouvel hôte définitif, impose une « évolution par cycles ».
Le cycle est la succession des états et des circonstances qui permettent de passer des adultes d'une génération aux adultes de la génération suivante.
Il peut comprendre des phases de vie libre (eau, terre, boue) et des phases de vie parasitaire dans des hôtes intermédiaires (moustique, bulin, glossine...). Parfois il est relativement simple, le passage se faisant d'hôte définitif à nouvel hôte définitif, et le parasite est dit monoxène à un seul hôte.
Souvent, au contraire, il est complexe, mettant en jeu un ou plusieurs hôtes intermédiaires indispensables qui hébergent les stades successifs ; le parasite est alors dit hétéroxène.

#### Infestation du nouvel hôte
L'infestation du nouvel hôte est donc le but de tout le cycle. Il faut noter cependant qu'elle n'en représente pas cependant le point final : elle peut dans certains cas inaugurer un périple intraorganique compliqué et immuable, paradoxal en apparence, au cours duquel la forme larvaire parachève ou même effectue son développement (ascaris, ankylostome…).
Quoi qu'il en soit, les conditions de cette infestation sont variables et d'un grand intérêt pour l'épidémiologie et la prophylaxie des affections parasitaires.
- Tantôt cette infestation est passive, par contact direct d'hôte parasite à hôte sain (ectoparasites, surtout les permanents : poux, sarcopte de la gale), mais aussi par ingestion des formes de résistance et de dissémination (œufs d'helminthes, kystes de protozoaires), ou même, directement, de l'hôte intermédiaire hébergeant la forme d'attente (porc ladre c'est-à-dire qui a des cysticerques de ténia dans ses muscles, cresson portant les métacercaires de douves.
- Tantôt, au contraire, l'infestation se fait activement, soit directement et c'est alors le parasite lui-même qui est capable à l'un des stades de son évolution de se fixer ou de pénétrer dans l'organisme de son hôte (ectoparasite "temporaire", helminthes à transmission larvaire trans-cutanée), soit indirectement le parasite s'introduisant à la faveur de la piqûre d'un hôte intermédiaire et vecteur, lui-même ectoparasite de l'hôte définitif visé.

#### Conséquences pour l'hôte
Le parasite introduit, quatre sortes d'actions vont pouvoir s'exercer sur l'hôte : spoliatrice, toxique, traumatique et mécanique.
Leur importance respective varie tant avec la nature du parasite en cause qu'avec la localisation, la taille et le nombre des individus hébergés.
À son tour, l'hôte va répondre à cette agression en mettant en jeu des réactions locales (granulome inflammatoire, sclérose, fibrose) et générale : éosinophilie et surtout production d'anticorps sériques spécifiques.
Toute la destinée de la relation hôte-parasite tient dans ce conflit qui, pour atteindre son but idéal, doit parvenir à un équilibre sans se terminer par la mort des protagonistes.

#### L'équilibre hôte-parasite et la spécificité parasitaire
Le "bon parasite", dans son propre intérêt, ne tue pas son hôte et même le dérange le moins possible. C'est ce qui se passe en particulier pour un parasite parfaitement adapté lorsqu'il se trouve chez son hôte spécifique. Inversement, un parasite peu spécifique, c'est-à-dire admettant volontiers plusieurs hôtes définitifs comme possibles, est bien souvent un parasite "jeune" en cours d'adaptation parasitaire et encore très agressif. De même, un parasite spécifique fourvoyé chez un hôte inhabituel déclenche chez celui-ci des réactions toujours beaucoup plus violentes que chez l'hôte de choix. L'immunologie parasitaire moderne a puissamment éclairé ces constatations - qui d'ailleurs n'ont rien d'absolu - en mettant en évidence les communautés antigéniques prédisposant certains parasites à s'adapter à certains hôtes et même, semble-t-il, la possibilité pour certains parasites de calquer, à la longue, leur mosaïque antigénique de surface sur le schéma antigénique de leur hôte, rassurant ainsi les cellules immunocompétentes de ce dernier.
Cet équilibre théorique n'est cependant que bien rarement, et surtout bien imparfaitement, réalisé.
Dans la majorité des cas, le parasite grève l'hôte, parfois très sévèrement et trop souvent même à longue ou brève échéance, il le tue.
Ceci explique, quand on connaît leur diversité et leur prolifération habituelle, que les parasites soient en fait à l'échelle du globe la cause de beaucoup la plus fréquente de morbidité et de mortalité de l'espèce humaine pour ne citer qu'elle.
Les problèmes médicaux liés aux parasitoses, même s'ils n'apparaissent pas encore aux yeux de tous dans leur véritable ampleur, concernent en réalité 6 à 8 dixièmes de l'humanité.

### Les problèmes médicaux posés par les parasites

#### Les problèmes diagnostiques
La clinique des affections parasitaires est rarement pathognomonique. Le diagnostic fait appel d'abord aux données de l'interrogatoire et à la connaissance du contexte, qui ont ici une valeur toute particulière, mais, aussi et surtout, au laboratoire de biologie clinique.
Chaque fois que possible, ce diagnostic doit être direct, de « certitude », c'est-à-dire confirmé par la découverte du parasite ou de ses produits identifiables dans les liquides biologiques (sang, urine, LCR, expectorations…), les selles ou les prélèvements biopsiques.
Il peut aussi être indirect, « de forte présomption », et c'est dans ce domaine qu'on a amené le plus grand progrès par la mise au point de techniques immunologiques suffisamment simples, fidèles, sensibles et spécifiques, pour être enfin utilisables dans un grand nombre de parasitoses. Ces techniques rendent de grands services pour seconder le diagnostic direct, pour le remplacer chaque fois qu'il est impossible (toxoplasmose), et, surtout, pour effectuer les enquêtes systématiques de masse.

#### Les problèmes thérapeutiques
Ce sont ceux qui se posent tout particulièrement au praticien. Ils sont dominés par le petit nombre et la toxicité des médicaments efficaces sur les parasites, et par la très faible marge de sécurité qui sépare en général dose thérapeutique et dose critique pour le malade.
Aussi, la cure de la plupart des affections parasitaires est-elle une affaire sérieuse, nécessitant souvent un choix difficile, des précautions rigoureuses, une surveillance indispensable et vigilante et obligeant parfois à des compromis peu satisfaisants.

#### Les problèmes prophylactiques
Mieux vaut prévenir que guérir ; le dicton s'applique plus que jamais aux maladies parasitaires, et à l'échelle mondiale la prophylaxie de ces affections pose un problème encore plus important et certainement aussi urgent que le traitement des malades déjà atteints.
L'OMS, qui centralise ces actions, en a d'ailleurs pleine conscience.